# Daniel (ur. 1979)
Daniel Carlos Silva Anjos (ur. 23 listopada 1979) – brazylijski piłkarz występujący na pozycji pomocnika.

## Kariera piłkarska
Od 2000 do 2014 roku występował w Juventus, Kawasaki Frontale, Mirassol, Club Guaraní, Gama, Ceará, Gremio Annapolis, Estrela Amadora, Canedense, Goiânia, Dom Pedro, Mineiros, Vitória das Tabocas, Ipora, Aparecida, Castanhal, Capital, Petrolina, Tridade, Sousa, Mixto, Ipora, Crato i Manaus.